# Power Struggle
Power Struggle è un videogioco strategico a turni pubblicato nel tardo 1987 per Commodore 64 e nel 1988 per Amiga, Atari ST e MS-DOS dall'editrice britannica Personal Software Services. Rappresenta, su scala mondiale e a bassa complessità, la competizione politica e militare tra Patto di Varsavia e NATO nella Guerra fredda.
Una conversione per ZX Spectrum venne annunciata, ma rimase inedita.

## Modalità di gioco
Può partecipare un giocatore contro il computer, controllando a scelta il blocco occidentale o il blocco sovietico, oppure due giocatori in competizione simultanea. Lo scopo è in ogni caso la dominazione del mondo, non necessariamente scatenando una terza guerra mondiale; molti paesi neutrali si possono far passare dalla propria parte con la giusta pressione politica. Principalmente si devono bilanciare le risorse tra l'industria e l'esercito, formato da imprecisate armate convenzionali (non ci sono armi nucleari).
L'unica schermata di gioco mostra una mappa di tutto il mondo suddiviso in circa 40 territori, che cambiano colore a seconda del loro allineamento, con uno dei due blocchi oppure neutrale. Si può iniziare la partita con la distribuzione di territori predefinita, ispirata alla realtà, oppure con assegnamento casuale. Attorno alla mappa si trovano le icone e le finestre informative dei due giocatori, per metà inutilizzate se si gioca contro il computer.
La partita è suddivisa in turni simultanei, con durata temporale limitata, durante i quali ogni giocatore può assegnare ordini a volontà a tutti i territori del blocco. Ciascun giocatore agisce tramite un proprio cursore, mentre le azioni del computer non sono visibili. Nel caso del Commodore 64 ciascuno ha anche un piccolo ingrandimento della zona di mappa selezionata. Al termine del turno viene calcolato istantaneamente (con metodi non precisati) il risultato di tutti gli ordini e la mappa viene aggiornata di conseguenza, quindi si ha la possibilità di salvare.
Ogni territorio è caratterizzato da valori variabili di forza militare, forza industriale, influenza politica e allineamento, visibili sotto forma di barre selezionando il territorio. I sei comandi che si possono dare a un territorio tramite le sei icone sono:
- Attacco militare, a oltranza, contro un territorio confinante
- Rifornimento a un territorio confinante, spostando il 10% della produzione industriale; si può fare anche verso territori neutrali, spingendoli a schierarsi dalla propria parte
- Rinforzo, spostando tutte le armate a un territorio confinante
- Influenza politica, che sposta il 12,5% della forza politica a un territorio confinante, spingendolo a schierarsi dalla propria parte
- Costruzione armate, che usa il 12,5% della forza industriale per aumentare quella militare
- Costruzione industrie, che aumenta del 10% la forza industriale.

Oltre all'originale in inglese, almeno per alcune delle piattaforme uscirono anche edizioni con interfaccia in francese o in tedesco.